# 23955 Nishikota
23955 Nishikota è un asteroide della fascia principale. Scoperto nel 1998, presenta un'orbita caratterizzata da un semiasse maggiore pari a 3,0577940 UA e da un'eccentricità di 0,1180569, inclinata di 8,41164° rispetto all'eclittica.